# Ann Grant
Ann Grant, född den 6 maj 1955 i Harare, Zimbabwe, är en zimbabwisk landhockeyspelare.
Hon tog OS-guld i damernas landhockeyturnering i samband med de olympiska landhockeytävlingarna 1980 i Moskva.